# Hemdblusenkleid

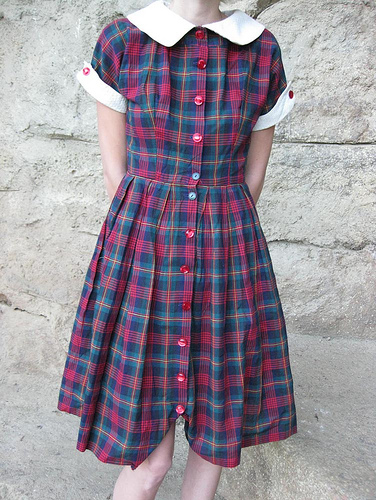
Hemdblusenkleid mit Bubikragen

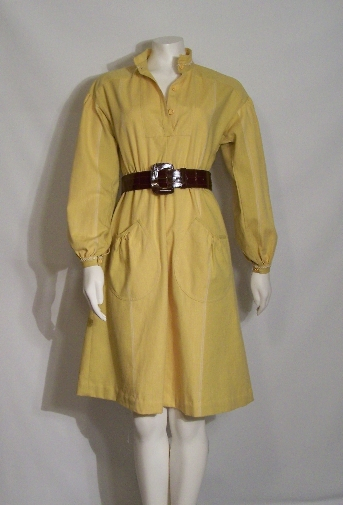
Hemdblusenkleid mit Modegürtel und aufgesetzten Taschen

Das Hemdblusenkleid ist ein aus einer Hemdbluse, also einer Bluse im Herrenschnitt mit Kragen und Manschetten oder Bündchen, und einem daran angesetzten Rock zusammengesetztes Kleid bzw. ein Kleid im Tunikaschnitt mit durch eine Naht und/oder einen Gürtel abgesetzter Taille. 
Es erschien erstmals in Form eines Kittelkleides bei Coco Chanel 1916.
Salopp als Sackkleid bezeichnet, war es vor allem in der zweiten Hälfte der 1950er Jahre beliebt. Es wurde in Balenciagas I-Linie lanciert, setzte sich bereits 1956 bei Diors Tuniken durch und wurde in den folgenden Jahren von Balenciaga, Givenchy und Mary Quant vielfach variiert.
Im zeitgenössischen Film erscheint das Sackkleid prominent bei Audrey Hepburn in dem Film Ein süßer Fratz von 1957, wo sie als intellektuelle Buchhändlerin den Inbegriff des eher unvorteilhaften, an Berufskleidung erinnernden Sackkleides trägt, nach ihrer Verwandlung aber dessen wesentlich schickere Variante.